# Cataratas Rey Eduardo VIII
Las Cataratas Rey Eduardo VIII (en inglés: King Edward VIII Falls) es una cascada de 840 pies de altura (260 m) con una sola caída inmersión que se encuentra en el río semang en las tierras altas de la región de Potaro-Siparuni, en el sur de Guyana (en un área reclamada por Venezuela como parte de la Guayana Esequiba).
La Cascada se forma en la escarpada Sierra de Pacaraima y ha erosionado la cuarcita del Precámbrico presente formando un anfiteatro. La caída de agua fue visitada por el explorador Paul A. Zahl en 1935 y es testimonio de esto una fotografía de las cataratas se encuentra en su libro, "El Mundo Perdido". Esta área remota rara vez es visitada.
Esta cascada a menudo se confunde con otra cascada - una larga serie de rápidos en el Río Nuevo (un afluente importante del río Corentyne ) llamadas Cascadas Rey Eduardo VI ( que no debe confundirse con las del rey Jorge VI, otra caída del área). Hay varias caídas en Guyana que llevan el nombre de los reyes y esto ha creado cierta confusión por años.